# Big Boss Man (album)
Big Boss Man er et album udgivet af musikeren Henning Stærk 17. marts 2023. 

## Spor
1. Sick And Tired
2. Big Boss Man
3. Help Me Make It Through The Night
4. Singing The Blues
5. Someone You Love
6. Going Down
7. Jealous Guy
8. Hang Up My Rock And Roll Shoes
9. Standing At The Crossroads Again
10. Warm And Tender Love